# Takatalvi
A Takatalvi a Sonata Arctica harmadik középlemeze, amelyet 2003 novemberében adtak ki a Spinefarm Records-nál.

## Számlista
1. „San Sebastian” (eredeti verzió)
2. „The Gun”
3. „Still Loving You” (Scorpions-feldolgozás)
4. „Shy”
5. „Dream Thieves”
6. „I Want Out” (Helloween-feldolgozás)
7. „Fade to Black” (Metallica-feldolgozás)
8. „Broken” (élőfelvétel)

## Album információk
Az első dal a Successor című EP-ről származik, a második a Friend 'till the End, a negyedik az Agre Pamppers demófelvételről, az ötödik szám pedig a Broken kislemezéről.
A Takatalvi-t sokan a Successor remake-jének tartják, mivel tartalmazza az összes számot arról az albumról (kivéve a „FullMoon” vágott verzióját) és az élőfelvételeket.